# بینبری (تنسی)
بینبری(به انگلیسی: Baneberry) شهری در ایالت تنسی کشور ایالات متحده آمریکا است که جمعیت آن در سرشماری سال ۲۰۱۰ میلادی، ۴۸۲ نفر بوده‌است.